# Vitiligo
El vitiligo o vitíligo es una enfermedad de la piel adquirida, crónica, de carácter autoinmune, que se caracteriza por la aparición de áreas despigmentadas bien delimitadas de la piel debido a la falta de función y pérdida de los melanocitos (las células responsables de la pigmentación). Las lesiones pueden ser de cualquier forma  y tamaño y pueden afectar cualquier parte de la piel y también mucosas.
Las «lesiones» blancas resultantes del proceso citado, tienen un tamaño variable y su evolución y localización en las distintas partes del cuerpo no es previsible, si bien en el tipo de vitiligo que más predomina, el vitiligo simétrico, las lesiones tienden a aparecer a ambos lados del cuerpo en zonas similares. La textura de la piel no cambia. El vitiligo no es contagioso y sus consecuencias son fundamentalmente de carácter estético, y por tanto psicosocial.
En el 40 % de los casos, el vitiligo es hereditario, si bien lo que se hereda es la predisposición genética, no la propia enfermedad. Para que esta se desarrolle tiene que concurrir, junto con la predisposición genética, un factor desencadenante.
El vitiligo aparece con frecuencia asociado a otras enfermedades autoinmunes, como  la enfermedad celíaca, la tiroiditis de Hashimoto, la diabetes mellitus tipo 1, la artritis reumatoide o la psoriasis, entre otras.

## Historia
El vocablo latino vitiligo (con acentuación grave) fue aparentemente acuñado por el enciclopedista romano Aulo Cornelio Celso en su libro De Medicina escrito en el siglo I d. C.
Existen tres hipótesis sobre el origen de la palabra vitiligo:
- vitium, por mancha, imperfección o defecto,
- vituli, por el color blanco brillante de la carne de los terneros,
- vitelius, por las manchas blancas en la piel de los terneros.

En el papiro de Ebers, escrito en el siglo XV a. C., se menciona un trastorno de la piel que cursaba con un cambio de coloración. En los textos sagrados antiguos del hinduismo, como el Atharvaveda (datado entre el siglo XII al X a. C.), se mencionan la palabra kilas (kilăsa) derivada del término kil que significa «mancha blanca de la piel».
Hacia finales del siglo XIX, el dermatólogo húngaro Moritz Kaposi (1837-1902) definió el vitiligo como una distrofia pigmentaria.

## Clasificación
El vitiligo se puede clasificar en los siguientes tipos:
- Vitiligo  no segmentario
  - Acrofacial: afecta cara, cabeza, manos y pies; especialmente extremos de los dedos y región en torno a la boca.
  - Mucosal: afecta la mucosa oral y genital.
  - Generalizado o común: afecta cualquier parte del cuerpo en forma habitualmente simétrica.
  - Universal: se extiende en un 80 a 90 % de la superficie de la piel.
  - Mixto.
  - Raro-
- Vitiligo segmentario: afecta segmentos unilaterales respecto de la línea media del cuerpo.
- Vitiligo no clasificable: cuando una mancha afecta bilateralmente o afecta una sola mucosa.

### Vitiligo simétrico
Según la última mención realizada al respecto por Vitiligo European Task Force (VETF), la asociación de especialistas europeos de vitiligo, dentro del vitiligo general o universal, el vitiligo simétrico es el más predominante, caracterizado por la aparición de lesiones despigmentadas a ambos lados del cuerpo en zonas similares. Las zonas más comúnmente afectadas son: cara (vitiligo acrofacial), dedos, pubis, axilas, rodillas o caderas, si bien pueden aparecer lesiones en cualquier parte del cuerpo. El motivo por el cual existe una tendencia mayoritaria a la aparición de lesiones en determinadas zonas, se debe a la existencia de estrés mecánico (articulaciones) o bien a la existencia de zonas limítrofes entre dos tipos de piel (apertura de la nariz, borde de labios, región anal, párpados, orejas).

### Vitiligo segmentario
Este tipo de vitiligo, menos frecuente, se caracteriza por la aparición de zonas despigmentadas en un solo lado del cuerpo, y tras la aparición de la enfermedad, evoluciona durante 3-6 meses, quedando luego estabilizado. Tan solo el 4 % de los casos de vitiligo segmentario se expande con posterioridad a estos 3- 6 meses. Generalmente, en este tipo de vitiligo, desaparecen todos los melanocitos de las zonas afectadas, incluso los existentes en las raíces del pelo, motivo por el cual el pelo existente en la lesión también se despigmenta.
El vitiligo segmentario tiene un alto porcentaje de respuesta positiva a la técnica quirúrgica del microinjerto autólogo de melanocitos. Este método, desarrollado fundamentalmente por Andreas Overbeck, cirujano alemán especialista en vitiligo, combinado con estimulación con luz UVB logra repigmentaciones en un 95 % de los afectados. Parece ser que en casos de vitiligo segmentario, al día de hoy, es la técnica más eficaz.

## Epidemiología
La prevalencia de esta afección está entre el 0,2 y un 2 % de la población. No hay diferencias por sexo o etnia.
El vitiligo puede aparecer a cualquier edad, si bien en la mayor parte de las personas con esta predisposición genética, se da antes de los 20 años.

## Etiología
La etiología del vitiligo no está determinada. Es una enfermedad poligénica y multifactorial. Además de los factores genéticos se han propuesto mecanismos inmunológicos, neurohormonales, citotóxicos y bioquímicos (por ejemplo, el estrés oxidativo) en su origen.
La aparición de vitiligo se debe a la concurrencia de una predisposición genética (heredada o de novo) y una reacción del sistema inmunitario ante un factor desencadenante. Esta reacción es el proceso mediante el cual, el sistema inmunitario del paciente produce anticuerpos que destruyen los melanocitos, como consecuencia de una reacción desencadenada por factores como los distintos tipos de estrés, cambios hormonales, quemaduras o heridas, entre otros.

### Factores genéticos
La evidencia más antigua de una relación genética del vitiligo la publicó Thomas Addison en 1855 al presentar un paciente con insuficiencia adrenal idiomática, vitiligo generalizado y anemia perniciosa. En los años 1950, Stüttgen y Teindel describieron familias multigeneracionales en cuyos miembros se presentaban múltiples casos de vitiligo generalizado y otras enfermedades de tipo autoinmune, concluyendo que era posible que fuera una enfermedad autosómica dominante. Posteriormente, varios estudios confirmaron la presencia de vitiligo generalizado en determinadas familias. Sin embargo, la base genética de la enfermedad no puede ser explicada simplemente por las leyes de Mendel. Existe una penetrancia incompleta, susceptibilidad de múltiples loci y heterogeneidad genética.

### Otros factores
Actualmente, existen evidencias preliminares que relacionan el consumo de gluten con el desarrollo de vitiligo en algunas personas. De hecho, las personas con vitiligo pertenecen a los denominados «grupos de riesgo» de padecer enfermedad celíaca, en los que debería ser evaluada su presencia incluso en ausencia de síntomas digestivos, pues ambas enfermedades aparecen frecuentemente asociadas y la enfermedad celíaca cursa habitualmente sin molestias gastrointestinales o estas pasan desapercibidas.

## Cuadro clínico
Se caracteriza por la aparición de zonas acrómicas o con despigmentación en forma de máculas de crecimiento progresivo, de bordes nítidos y color blanco. En casos con componente inflamatorio aparece el borde inflamado, sobreelevado, pruriginoso y enrojecido. Pueden aparecer también cambios en anexos cutáneos (encanecimiento del pelo, alopecia areata).

## Diagnóstico
El diagnóstico es clínico, a simple vista o mediante el examen bajo la luz de Wood.

## Tratamiento
El tratamiento de primera línea del vitiligo consta de cremas tópicas de corticosteroides (betametasona, clobetasol) o inhibidores de la calcineurina (tacrolimus, pimecrolimus), lográndose la repigmentación entre el 42 y el 65 % de los casos. Los niños tienen respuestas favorables nueve veces más que los adultos.
En segundo lugar se utilizan medicamentos sistémicos. Los corticosteroides, específicamente la dexametasona administrada vía oral en pulsos semanales, logra la detención de la progresión del vitiligo en más del 90 % de los casos. La minociclina vía oral, es comparable en sus resultados con la dexametasona.
Aunque actualmente no hay una cura definitiva para esta enfermedad, sí existen tratamientos con los que se puede alcanzar un alto porcentaje de éxito en la repigmentación de las zonas afectadas, fundamentalmente aquellos cuya base terapéutica es una metodología de uso de la luz ultravioleta UVB, específica para esta patología, en combinación con inmunosupresores.
Asimismo, existen técnicas quirúrgicas que normalmente se limitan a determinados casos, como es el vitiligo segmentario: trasplante de melanocitos con el método Recell, microinjertos estimulados (véase vitiligo segmentario), y trasplantes de epidermis.
Se ha descrito un caso reciente de repigmentación completa en una niña tras el diagnóstico de enfermedad celíaca e inicio de la dieta sin gluten, únicamente con el tratamiento dietético, sin ningún otro tratamiento adicional.

## Investigación
Dos casos documentados en pacientes con vitiligo, en los que tanto los tratamientos tópicos como la fototerapia no habían obtenido ningún resultado, consiguieron algún grado de repigmentación con una dieta libre de gluten. En el primer caso, el paciente realizó un tratamiento simultáneo con dapsona oral y dieta sin gluten. En el segundo caso, se consiguió una repigmentación progresiva durante tres años, con efectos permanentes al seguimiento, únicamente con la dieta sin gluten estricta y mantenida, sin ningún tipo de tratamiento convencional.

## Casos notables

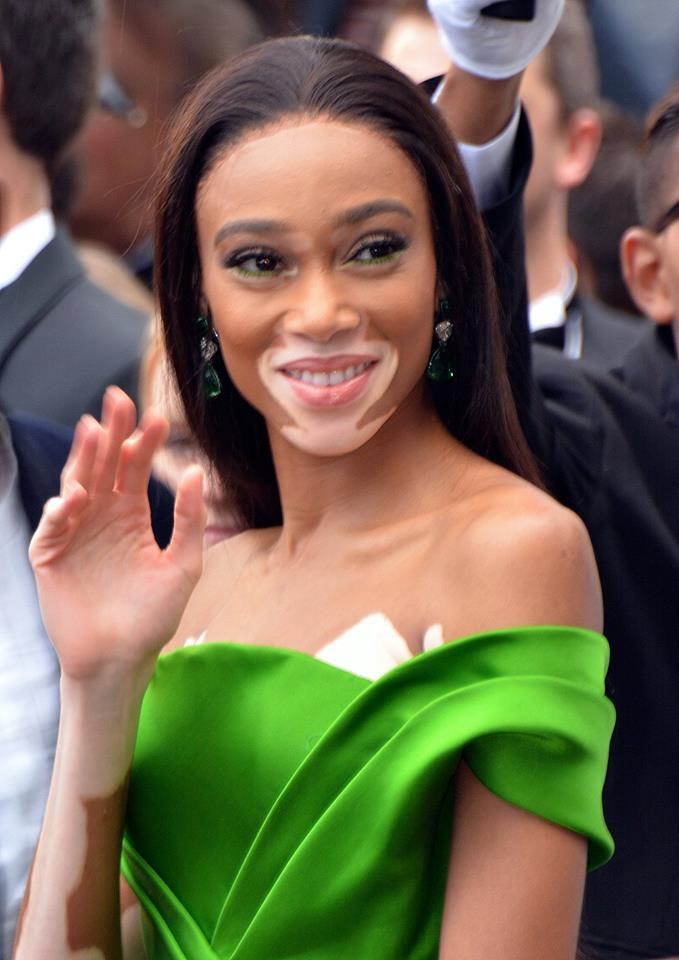
Winnie Harlow.

- Charly García (1951-), músico argentino de rock, con medio bigote blanco. Él afirma que adquirió el vitiligo a los cinco años, cuando sus padres se fueron de viaje de placer a Europa y lo dejaron al cuidado de una nodriza.
- Michael Jackson (1958-2009), cantante y músico afroestadounidense. Fue diagnosticado con vitiligo en 1986. En 1993 reconoció en una entrevista con Oprah Winfrey que sufría esta enfermedad. A pesar de ello, durante décadas los medios de comunicación especularon que se sometió a trasplantes de piel debido a que odiaba su ascendencia afroestadounidense. Sin embargo, el informe de su autopsia confirmó la presencia de vitiligo.[19]
- Luke Davis (1965-), músico afrobritánico.[20]
- Lee Thomas (1967-), reportero afroestadounidense de Fox Broadcasting Company.
- Jon Hamm (1971-), actor estadounidense. Atribuyó su vitiligo al estrés de la filmación de la serie Mad men.[21]
- Bryan Danielson (1981-), luchador profesional estadounidense.
- Scott Jorgensen (1982-), artista marcial mixto estadounidense.
- Winnie Harlow (1994-), modelo canadiense de origen jamaicano.
- Rigo Tovar (1946-2005), cantante y músico mexicano. Creó una mezcla musical entre la cumbia, la balada y el bolero.
- José Antonio Meade (1969-), político mexicano.
- Monique Heart (1986-), drag queen estadounidense y participante del talent show RuPaul's Drag Race.
- Édouard Philippe (1970-), Primer ministro francés de 2017 a 2020.
- Tamar Braxton (1997-), cantante estadounidense.